# LPGA
LPGA neboli (Ladies Professional Golf Association) je americká organizace, sdružující profesionální golfistky. Sídlem organizace je golfový klub LPGA International ve městě Daytona Beach na Floridě. LPGA je nejznámější tím, že organizuje LPGA Tour, sérii každotýdenních golfových turnajů pro elitní golfistky z celého světa.

## Turnaje LPGA Tour

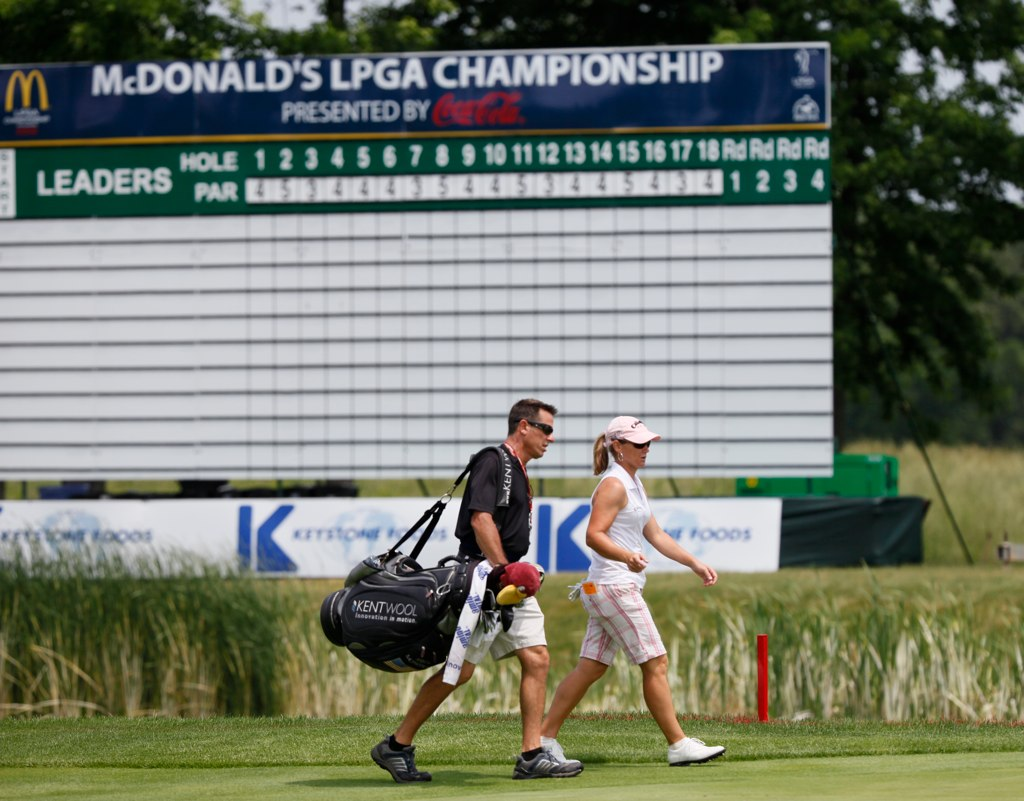
Kristy McPherson během tréninkového kola před 2009 LPGA Championship
v Bulle Rock Golf Course v Marylandu.

Jelikož se jedná o turnajovou sérii americké LPGA, většina turnajů je pořádána ve Spojených státech. V roce 1956 však LPGA pořádala svůj první zahraniční turnaj kubánské Havaně. V roce 2020 již bylo pořádáno v zahraničí 14 turnajů – sedm v Asii, čtyři v Evropě, dva v Austrálii a jeden v Kanadě.
Pět z těchto zahraničních turnajů je pořádáno ve spolupráci s jinými profesionálními sériemi. Evropská Ladies European Tour je spolupořadatelem Women's British Open, The Evian Championship ve Francii, a Women's Australian Open (který je dále spolupořádán australskou ALPG Tour). Dva další BMW Ladies Championship (spolupořadatel LPGA of Korea Tour) a Toto Japan Classic (spolupořadatel LPGA of Japan Tour) – jsou pořádány během podzimní části série LPGA Tour v Asii.

### Hlavní turnaje série LPGA – „majors“
Hlavními turnaji každoroční série LPGA Tour jsou takzvaná „major championships“, neboli dílčí mistrovské turnaje:
- U.S. Women's Open
- Women's PGA Championship
- Women's British Open
- ANA Inspiration
- The Evian Championship